# Ritzing, Moselle
Ritzing, Moselle là một xã trong tỉnh Moselle, vùng Grand Est đông bắc nước Pháp.